# Садовский, Александр Иванович
Алекса́ндр Ива́нович Садо́вский (24 ноября (6 декабря) 1859, Витебск—26 декабря 1923, Прага) — российский педагог-физик.

## Биография
Сын военного, А. И. Садовский родился 24 ноября (6 декабря) 1859 года в Витебске. Учился в гимназии в Гельсингфорсе. В 1881 году окончил математическое отделение физико-математического факультета Санкт-Петербургского университета. Преподавал в Петербурге в Институте гражданских инженеров,  Горном институте, в Николаевской морской академии, на высших женских курсах; короткое время (январь—октябрь 1888) был преподавателем в 6-й петербургской гимназии. С 1894 года, после защиты магистерской диссертации — профессор Юрьевского университета; в 1905 году — декан физико-математического факультета, в 1906—1907 — проректор университета.
С 1915 года — заведующий кафедрой физики в Николаевской морской академии в Петербурге и, одновременно, сотрудник Военно-промышленного комитета.
С 1919 года — профессор физики в Пражском университете.

## Научная деятельность
В 1887 году участвовал в красноярской экспедиции Русского физико-химического общества по наблюдению солнечного затмения 7 августа 1887.
В 1898 году А. И. Садовский впервые теоретически показал, что электромагнитное поле обладает моментом количества движения (эффект Садовского), теоретически доказав вращающее действие поляризованных электромагнитных волн.
Один из организаторов и участников состоявшегося в 1902 году первого в России съезда преподавателей физики.
Среди 12 опубликованных работ:
- К вопросу о сопротивлении висмута переменному току // Журнал Русс. Физ.-хим. об-ва. — 1894. — № 26. (отд. изд. СПб.: тип. В. Демакова, 1894. — 76 с.)
- On some experiments with alternating currents. — «Philosophical Magazin». — Т. 39.
- Сообщение о пондеpoмоторных действиях электромагнитных и световых волн на кристаллы. // Журнал Pусс. Физ.-хим. об-ва. — 1897. — № 29.
- Пондеромоторные действия электромагнитных и световых волн на кристаллы. // Уч. зап. Юрьевского университета. — 1899, № 1[4].
- Некоторые случаи нелокализованной интерференции. // Журнал Русс. Физ.-хим. об-ва. — 1905. — № 37.

В 1903 году появился «Курс физики по лекциям проф. А. И. Садовского» ([Юрьев]: типо-лит. Г. Лакмана).
Написал ряд статей по физике для словаря Брокгауза и Ефрона.